# Mont-Fleury (Kinshasa)
Pour les articles homonymes, voir Mont Fleuri.
Le quartier Mont Fleury est un quartier riche de Kinshasa, capitale de la république démocratique du Congo.
Situé dans la commune de Ngaliema, Mont fleury est connu pour ses villas, maisons de luxe, grands terrains, et propriétés des grosses fortunes congolaises. Ce quartier est une ancienne concession de la famille Moleka.
On le surnomme parfois le « Beverly Hills de Kinshasa », car il est habité par des stars de la musique congolaise telles que Koffi Olomidé, JB Mpiana, Werrason et d'autres.
Plus récemment, des nouveaux bâtiments d'appartements de haut standing y ont été construits et sont loués aux occidentaux, expatriés ou autres personnes prêtes à payer cher pour le confort et la sécurité. 